# Brittany O'Grady
Brittany Ann O'Grady (Contea di Arlington, 2 giugno 1996) è un'attrice statunitense.

## Biografia
Brittany O'Grady è nata nella contea di Arlington, figlia dell'afroamericana Monique e dell'irlando-americano Mike O'Grady. Dopo aver recitato in ruoli minori in alcune serie televisive, ha ottenuto il suo primo ruolo di rilievo nel 2016 nella serie televisiva Star, in cui interpretava Simone Davis.

## Filmografia

### Cinema
- Above Suspicion, regia di Phillip Noyce (2019)
- Black Christmas, regia di Sophia Takal (2019)
- Sometimes I Think About Dying, regia di Rachel Lambert (2023)
- It's What's Inside, regia di Greg Jardin (2024)

### Televisione
- Tre mogli per un papà (Trophy Wife) – serie TV, 1 episodio (2014)
- The Night Shift – serie TV, 1 episodio (2015)
- The Messengers – serie TV, 11 episodi (2015)
- Star – serie TV, 48 episodi (2016-2019)
- Little Voice – serie TV, 9 episodi (2020)
- The White Lotus – serie TV, 6 episodi (2021)
- The Consultant – serie TV, 8 episodi (2023)

## Doppiatrici italiane
Nelle versioni in italiano delle opere in cui ha recitato, Brittany O'Grady è stata doppiata da:
- Alice Venditti in The Consultant
- Margherita De Risi in It's What's Inside